# Blåsorkester
En blåsorkester är en orkester som består av blåsinstrument och slagverk. Träblåsinstrument som ingår är flöjt, oboe, klarinett, saxofon och fagott. Brassinstrumenten är trumpet, horn, trombon, eufonium och tuba. En vanlig blåsorkester består ofta av omkring trettio till femtio musikanter. En blåsorkester med extra rik sammansättning av instrument får en stor variationsmöjlighet av klangfärger och dynamik och kallas symfonisk blåsorkester. En symfonisk blåsorkester innehåller sålunda ofta hela familjen av klarinettinstrument; ess-klarinett, sopranklarinett, altklarinett, basklarinett och kontraalt- eller kontrabasklarinett, piccolaflöjt, såväl alt-, tenor- och barytonsaxofon, samt kontrabas och slagverk. I Sverige finns ca 200 blåsorkestrar på ideell bas, och sju professionella där fyra av dessa, Östgöta blåsarsymfoniker, Marinens musikkår, Livgardets Dragonmusikkår och Arméns Musikkår, spelar blåsorkester på heltid.

## Professionella blåsorkestrar i Sverige
- Arméns Musikkår
- Göteborg Wind Orchestra
- Gotlandsmusiken
- Livgardets Dragonmusikkår
- Marinens musikkår
- Stockholms Läns Blåsarsymfoniker
- Östgöta blåsarsymfoniker